# Bert Bus
Bert Bus (Santpoort, 19 juli 1931 – aldaar, 28 augustus 2017) was een Nederlands illustrator, striptekenaar en scenarist.
Bus debuteerde in 1953 als striptekenaar in het blad Rebellenclub. Voor dit blad en zijn opvolgers, achtereenvolgens Sjors van de Rebellenclub, Sjors, Eppo, Eppo Wordt Vervolgd en Sjors en Sjimmie Stripblad tekende Bus het grootste deel van zijn stripproductie. Naast het werk voor deze bladen heeft hij twee strips voor het meisjesblad Tina getekend (Nancy Drew en Jola) en een (onvoltooide) strip voor het sciencefictionblad Essef, onder het pseudoniem Max Mutesius. Van de meeste verhalen zijn albums uitgegeven.
Daarnaast tekende Bus als illustrator in dienst van Uitgeverij De Spaarnestad talloze illustraties voor boeken en tijdschriften.

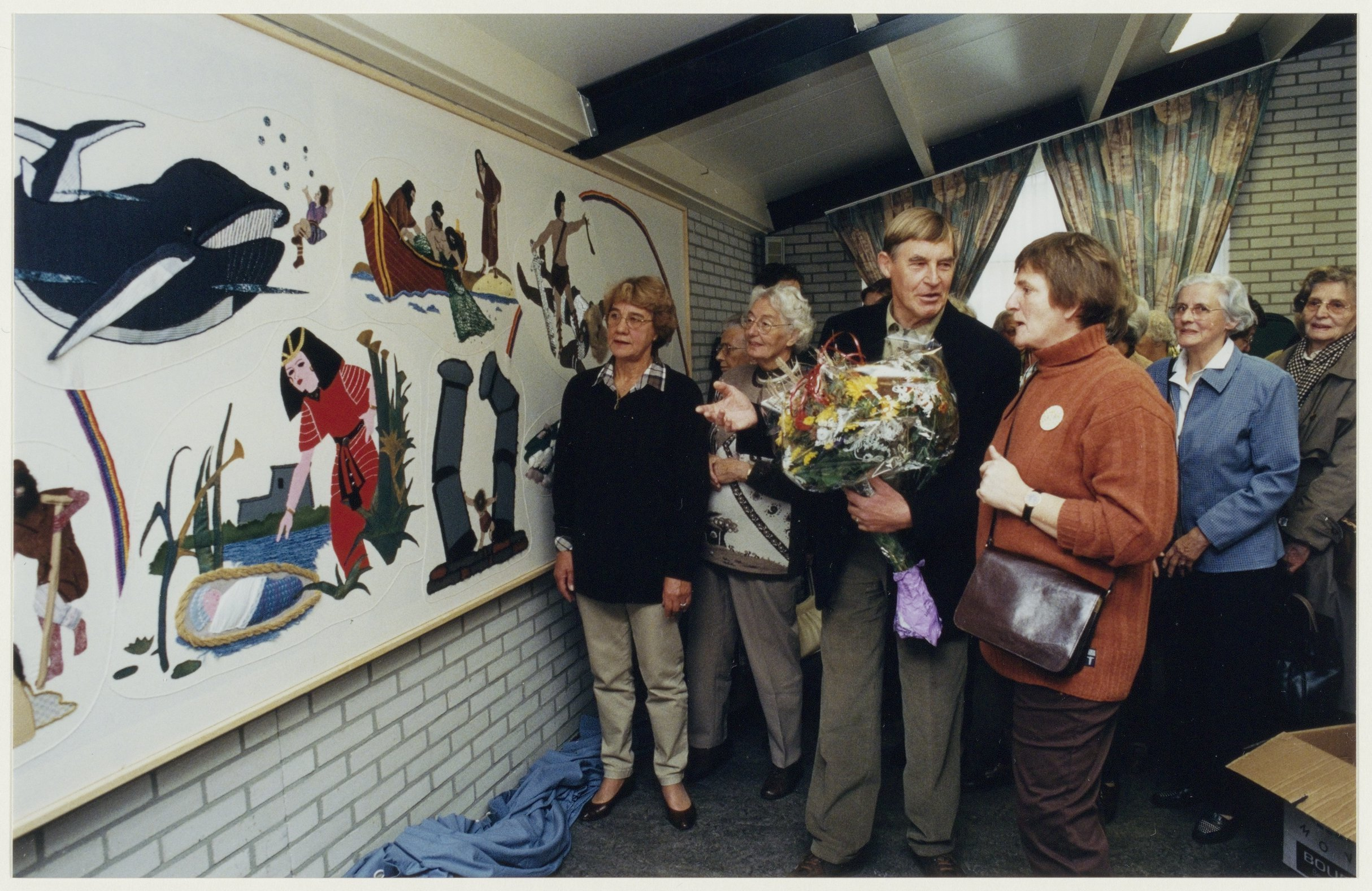
Bus (met bloemen) maakte de schetsen voor het wandkleed in de Bethelkerk in Santpoort-Noord.

## Stripbibliografie
- Olaf Noord

1. Olaf Noord (30 pl) 1953
2. Het Uvuran avontuur (90 pl) 1953-1955
3. Olaf Noord en het geheim van de Jar-Riri’s (53 pl) 1955-1956
4. Olaf Noord reist door de tijd! (42 pl) 1956-1957

- Skokan, een slimmeling uit het jaar nul
  - 37 stroken, 1955-1956

- Theban de eerste wereldreiziger (104 pl) 1957-1959

- De brug in het oerwoud (39 pl) 1960-1961

- De gouden kraag (40 pl) 1962

- De slavenkoopman van Pompeï (60 pl) 1963

- Cliff Rendall

1. Het geheim van de vijf vierkanten (50 pl) 1963-1964
2. Gevangenen van het heelal (50 pl) 1964-1965

- Huckleberry Finns avonturen (100 pl) 1965-1966, verhaal naar Mark Twain

- Lance Barton

1. De banneling van Nimmorac 1 (40 pl) 1967
2. De banneling van Nimmorac 2 (40 pl) 1967
3. De banneling van Nimmorac 3 (40 pl) 1968

- De wraak van Nitokris (5 pl) 1968

- Nancy Drew en haar dubbelgangster (50 pl) 1969, verhaal naar Carolyn Keene

- Jola en de ruimterace (50 pl) 1970

- Archie de man van staal (naar de strip Robot Archie van E. George Cowan en Ted Kearnon)

1. Archie als ridder (22 pl) 1971
2. De invasie van de Superons (36 pl) 1971-1972
3. De gepantserde struikrover (20 pl) 1972
4. Archie in het wilde westen (16 pl) 1972
5. De strijd tegen de Kruls (30 pl) 1972
6. De terugkeer van de Kruls (32 pl) 1973
7. In de macht van het monster (14 pl) 1973
8. De vernietiging van het monster (18 pl) 1973
9. Archie in de ijstijd (26 pl) 1973-1974, tekst: Fenna (Fenna Ridderbos)
10. Archie contra mister Magneto (40 pl) 1974, tekst: Fenna (Fenna Ridderbos)

- Stef Ardoba

1. en de Kalunakegels (44 pl) 1975
2. Opdracht in het verleden (44 pl) 1976
3. Gevaar uit het onderaardse (44 pl) 1977
4. De gevangenen van de Tals (44 pl) 1978
5. Het geheim van de tempel (46 pl) 1979
6. Gestrand op Parso (46 pl) 1980, tekst: Bert Bus + Kees Vuik
7. De strafplaneet (44 pl) 1981, tekst: Kees Vuik
8. De levenplukkers (44 pl) 1982, tekst: Kees Vuik

- De vechters van Shar-Yaban (20 pl, onvoltooid) 1977-1979

- Malorix

1. Schild en hoorn (6 pl) 1983
2. Schild en hoorn (30 pl) 1983-1984
3. De voorstelling (8 pl) 1985
4. De opstand (12 pl) 1985

- De vondeling (6 pl) 1986, tekst: Jan Schrijver

- Russ Bender

1. Gestrand in de duivelsdriehoek (44 pl) 1986-1987
2. De poort van Loch Dunbar (44 pl) 1988
3. De terugkeer van de halve zon (44 pl) 1989